# Мёзия
Мёзия (лат. Moesia, греч. Μοισία, болг. Мизия, серб. Мезија) — историческая область между Нижним Дунаем и Балканскими горами, населённая фракийскими племенами (мёзы, геты, бессы и др.). В настоящее время территория Мёзии принадлежит в основном Болгарии, некоторые её части — Сербии, Румынии и Украине.

## География
С запада границей Мёзии была река Дрина, на юге граничила с Фракией, которых разделяли Балканские горы, с севера — Дунай, с востока — Чёрное море.

## История

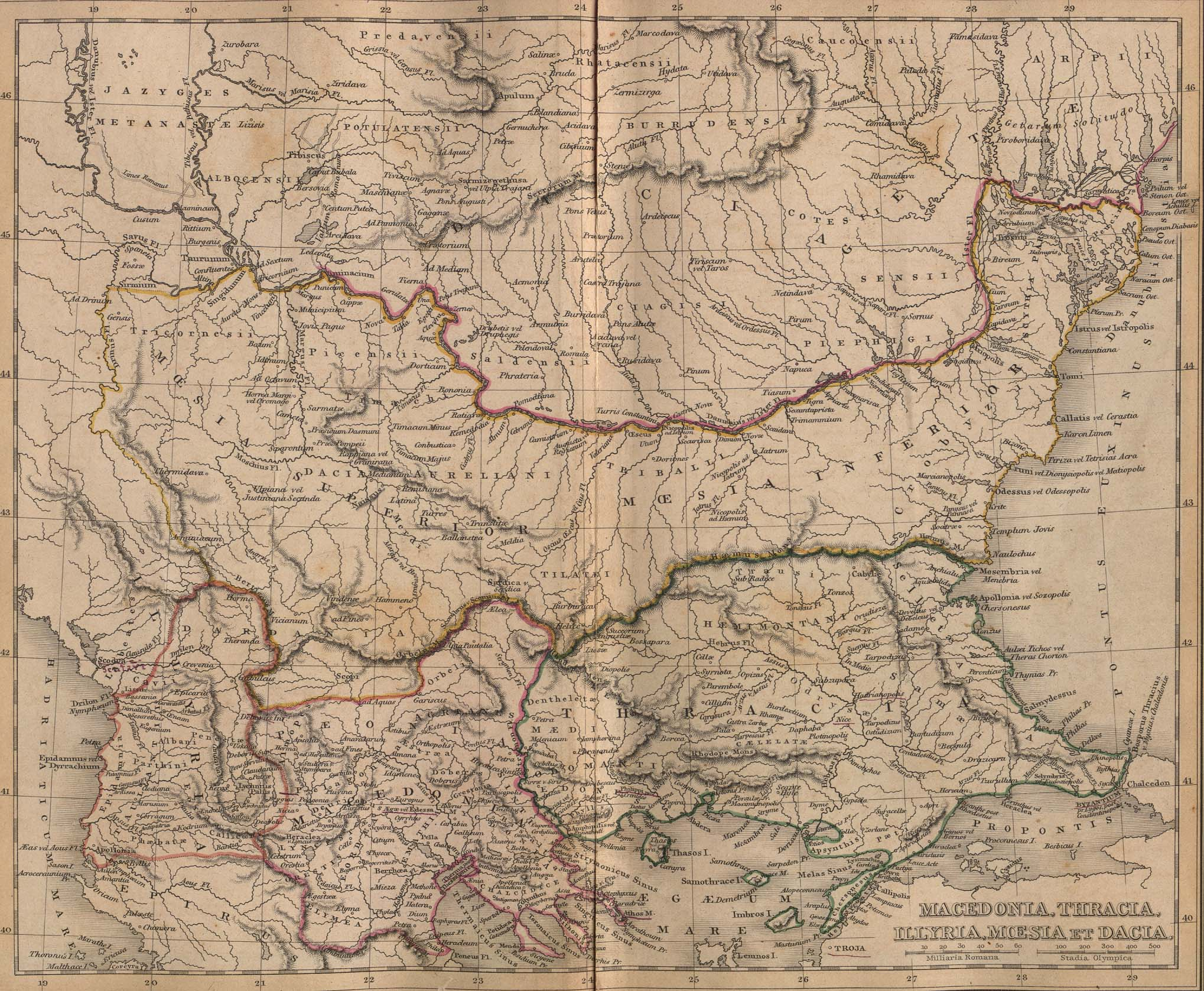
Карта Мёзии из «Атласа античности» 1849 г.

### Античность
В VII—VI вв. до н. э. на побережье Чёрного моря возникли греческие колонии Одессос, Каллатис, Томы, Истрия и др. В 5 веке до н. э. восточное побережье Мёзии захватили персы и включили её в состав своей империи. Племена, обитающие выше по течению Дуная, сохраняют свою самостоятельность. После ухода персов на юге фракийцы образовали Одрисское царство. Расширение государства натолкнулось на активное сопротивление греческих черноморских полисов, что вызвало афино-фракийскую войну 360—357 гг. до н. э., результатом которой стало ослабление Одрисского царства. Одновременно с этим на юге возвышается Македония, на севере в Причерноморье скифское государство под властью царя Атея, который захватил территорию дельты Дуная, где обитали племена гетов. В кровопролитном противостоянии Македония разгромила скифский союз, а сам Атей погиб. В 336 году до н. э. Македония разгромила и Одрисское царство, территория которого вошла в её состав. Распространив своё влияние на север, племена Мёзии попали в зависимость от Македонии. Местные племена стали служить царям Македонии и, по-видимому, испытали на себе некоторое греческое влияние.

#### Начало завоевания Римом
Первые столкновения римлян с племенами, обитавшими на нижнем Дунае, начались почти сразу же после создания провинции Македония. Уже в 117 и 114 годах до н. э. скордиски и дарданы, вместе с фракийцами, совершают нападения на границы империи.
В 75 году до н. э. проконсул Македонии Гай Скрибоний Курион совершил поход на территорию Мёзии, где одержал победу над местными племенами и первым из римлян достиг Дуная. Окончательное покорение Мёзии было завершено Марком Лицинием Крассом, проконсулом Македонии в 29—27 гг. до н. э., внуком известного триумвира. Однако, как римская провинция Мёзия была организована только в последние годы правления Августа — Дион Кассий упоминает, что в 6—7 годах Мёзией управлял Цецина Север (Dio Cassius lv. 29). Западная (Верхняя) Мёзия тогда же перешла под управление римлян и не позже 15 года стала римской провинцией Мёзия; Восточная (Нижняя) Мёзия вошла в состав зависимого от Рима Одрисского царства и была присоединена к провинции Мёзия в 46 г.
Позднее единая провинция была разделена Домицианом в 86 году на Верхнюю (лат. Superior), западную, и Нижнюю (лат. Inferior), восточную, Мёзию, именуемую также Береговой Фракией (лат. Ripa Thracia). Границей между этими провинциями стала река Цибрица (лат. Cebrus). В каждой из провинций квартировалось по два легиона. Управление провинциями осуществлялось прокуратором и консульским легатом, назначаемым императором. Во время войны Домициана с даками, немногочисленные оставшиеся общины мёзов и трибаллов, ненавидящие захватчиков, поддержали усилия даков по изгнанию римлян. Домициан был вынужден заключить с Децебалом унизительный мир.
В конце III века Верхняя Мёзия вошла в диоцез Мёзия (вместе с Македонией, Эпиром, Ахайей и о. Крит), а Нижняя Мёзия — в диоцез Фракия. В IV веке Верхняя Мёзия входила в диоцез Дакия.

### Великое переселение народов
Основная статья: Аттила
Согласно Приску, нападение гуннов в 441 году на римские провинции началось в районе города Сингидунум. Предлогом для атаки стало похищение епископом города Марг гуннских сокровищ, вероятно, из царских гробниц. Город Марг был захвачен, пали близлежащие более крупные города на Дунае — Сингидун и Виминациум. Гунны двинулись далее на восток вдоль Дуная к Ратиарии и на юг вдоль долины Моравы к Наиссу. Город был захвачен. Когда Приск в составе византийского посольства проезжал в 448 году через Наисс (нынешний сербский Ниш), он нашёл его «безлюдным и разрушенным неприятелями… по берегу реки всё было покрыто костями убитых в сражении». В 442 году военные действия закончились после того, как в 442 году император Феодосий II заключил мир с вандалами.
В VI—VII вв. поселяются славянские племена, в 678 году Мёзия стала конечным пунктом исхода булгар, в 1048 году конечным пунктом исхода печенегов.